# Vaxholms yttre befästningslinje

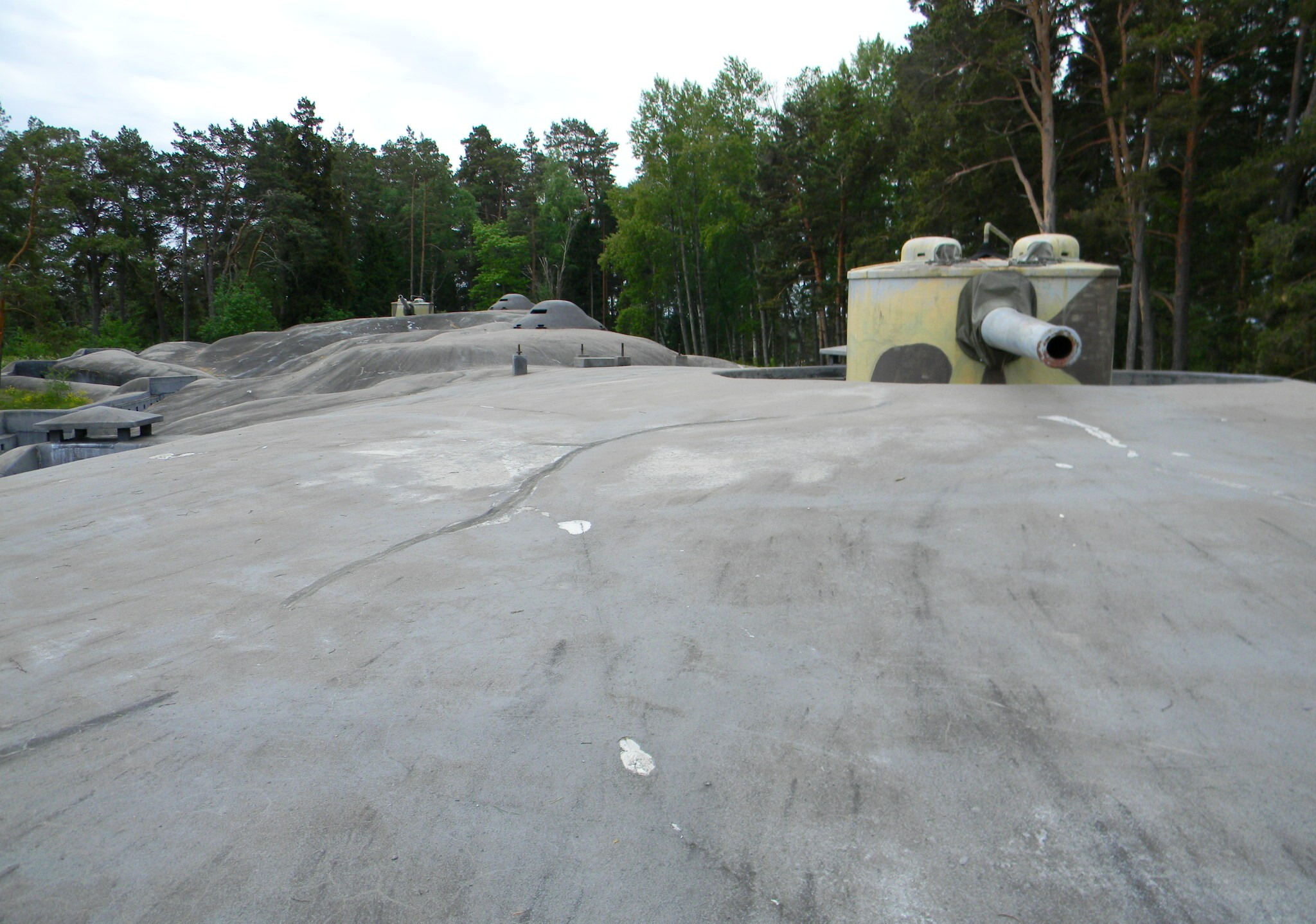
Siaröfortet.

Vaxholms yttre befästningslinje var en försvarslinje över Siarö - Galtholmen - Djurönäs som tillkom enligt riksdagsbeslut 1914 i syfte att skydda Stockholm mot ett kustangrepp.
Under den andra halvan av 1800-talet hade Vaxholms kastell visat sig vara oförmöget att stå emot de nya spetsiga projektilerna från räfflade kanoner. En ny modern fästning - Oskar-Fredriksborg - byggdes därför vid Oxdjupet för att försvara inloppet till Stockholm. 1902 bestod Vaxholms fästnings försvarsområde av land- och vattenområden från sunden väster om Resarö till norra Värmdö. Totalt ingick 37 batterier, rörligt artilleri, mineringar, infanteri samt en reserv av rörliga förband med bland annat ingenjörstrupp och ballongavdelning.
Den snabba teknikutvecklingen och de effektivare vapensystem gjorde det dock nödvändigt att kunna möta sjöstridskrafter tidigare, längre ut i skärgården. 1914 fattade Riksdagen därför beslut om en yttre befästningslinje över Siarö, Galtholmen och Djurönäs. Den yttre befästningslinjen kom att bestå av fem minerade spärrar, tre batterier, bland dem det tunga Torsbergsbatteriet och de två tvillingforten Siaröfortet och Ängsholmsfortet. Arbetena drog ut på tiden och avbröts i och med första världskrigets slut 1918. Försvarslinjen färdigställdes först 1924-32.
Första världskriget hade emellertid visat betydelsen av stridsflygplan och gaskrigföring och befästningarna sågs därför snart som omoderna. Vaxholms yttre befästningslinje kom att ersättas av Havsbandslinjen som byggdes ut 1936-45.